# 四川省政府 (中华民国)
四川省政府是中華民國政府在四川省的最高地方行政機關。1950年3月，因西昌战役最终解体，末任省主席唐式遵殉職。

## 历史沿革

### 覆灭
1949年11月，中國人民解放军发起西南战役。12月，四川地方派系刘文辉、邓锡侯、潘文华三人发起彭县起义。解放军快速占领四川省，四川省主席王陵基被解放军抓获，四川省政府解体。
1950年2月，在西昌县重设四川省政府，唐式遵出任主席。1950年3月，解放军发起西昌战役。3月27日，解放军第15军44师攻占西昌县城。当日，27日，解放军在越嶲县全歼唐式遵部，唐式遵战死。

## 历任首长
- 王陵基（1948年－1949年）
- 唐式遵（1950年2月－1950年3月） †